# Curvelo

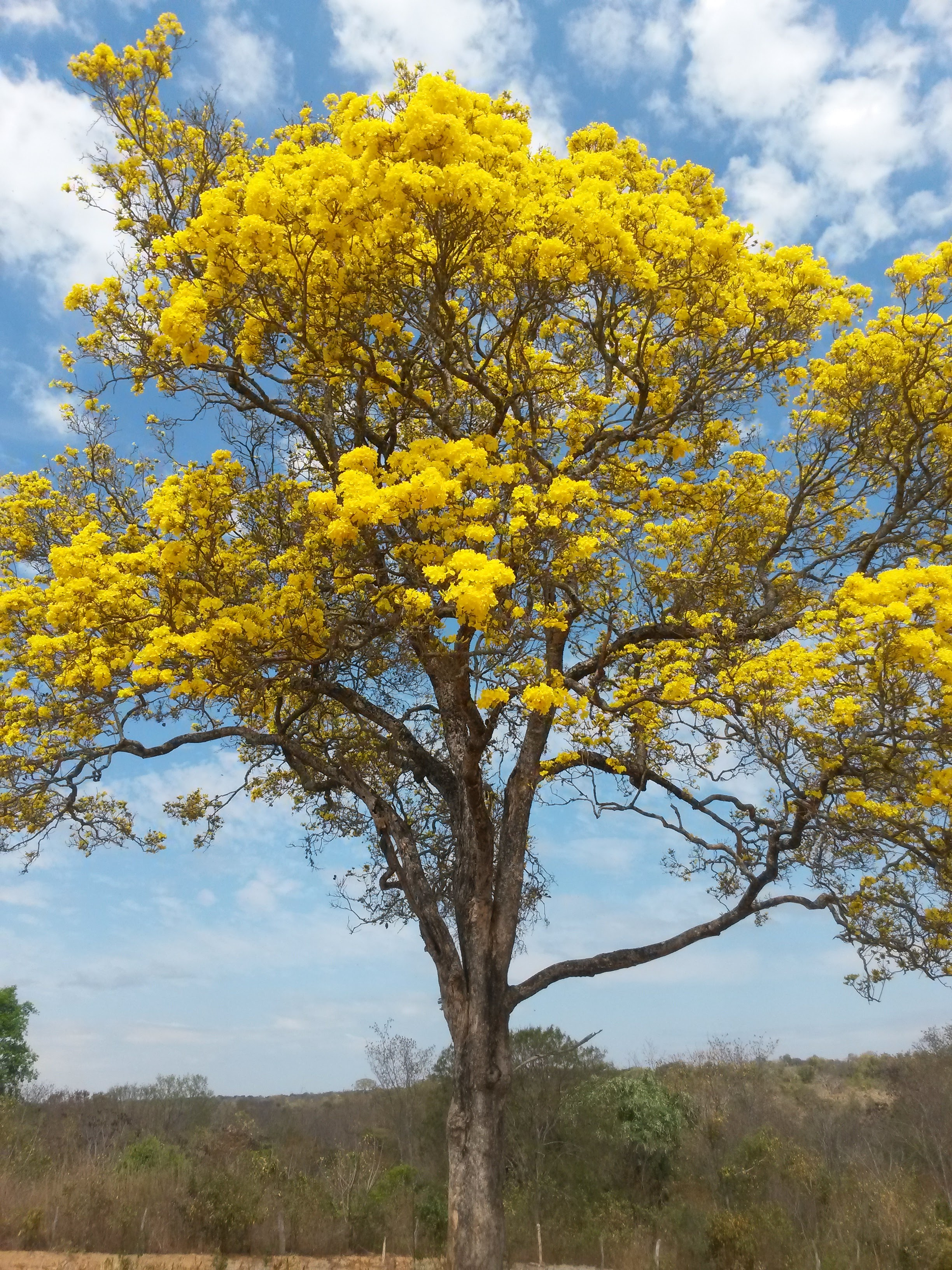
Ipê Amarelo na zona rural de Curvelo-MG.

Curvelo é um município brasileiro localizado na região central do estado de Minas Gerais, a cerca de 170 km da capital mineira. Sua área é de 3.296,2 km² e sua população em 2024 era de 83 862 habitantes.

## Etimologia
Seu nome tem origem em um dos seus primeiros moradores, o padre Antônio Corvelo de Ávila.

## História
Por volta de 1700, já à época da decadência da produção aurífera, o lugarejo que existia às margens do ribeirão Santo Antônio, que é um dos cursos de água que cortam o município de Curvelo, servia de pouso aos viajantes que utilizavam os rios São Francisco e Guaicuí em seu itinerário entre as capitanias da Bahia, de Pernambuco e de São Vicente.
Em 1714 a região do atual município de Curvelo, até então juridicamente vinculada à Capitania de Porto Seguro (que mais tarde seria incorporada pela capitania da Bahia), passa a subordinar-se à Comarca de Sabará, por sua vez pertencente à recém-criada capitania de São Paulo e Minas de Ouro.
Em 16 de março de 1720, poucos meses antes da criação da capitania de Minas Gerais, cria-se a freguesia com o nome de Santo Antônio da Estrada e o Padre Antônio de Ávila Curvelo, oriundo do que é hoje Matias Cardoso mas já residente no lugarejo, é seu primeiro vigário. O nome do município é, portanto, um antropotopônimo.
O arraial de Curvelo desmembrou-se de Sabará e tornou-se município autônomo por decreto da Regência de 13 de outubro de 1831, tendo por sede a vila homônima. Contudo, apenas em 30 de julho de 1832 instalou-se a Câmara de Vereadores, então pré-requisito para o exercício da emancipação político-administrativa, e apenas em 7 de dezembro do mesmo ano houve a ereção do pelourinho, símbolo da autonomia do poder municipal. Por fim, em 15 de novembro de 1875, a vila foi elevada à categoria de cidade por lei provincial assinada pelo presidente da província de Minas Gerais, o paulista Pedro Vicente de Azevedo.
Não há um consenso sobre o dia oficial do aniversário da cidade. A data do desmembramento de Sabará, 13 de outubro, foi feriado municipal em 1948 apenas e é a que consta na bandeira e no brasão da cidade. Em 2005, a Câmara Municipal realizou despesas com a celebração do dia 30 de julho, denominado "dia da emancipação político-administrativa", e esta é a data considerada pelo IBGE, mas em 2011 escolheu-se a data de 16 de dezembro para a solenidade de comemoração de instalação da primeira câmara municipal. A data da elevação à categoria de cidade, 15 de novembro, foi a utilizada como referência para a comemoração do primeiro centenário, e ela consta em placa instalada na ocasião em praça localizada aos fundos da Matriz de Santo Antônio, no centro da cidade.
Destacou-se durante longos anos na cotonicultura, sendo considerada a "terra do ouro branco". Sua rica indústria têxtil receberia prêmio internacional na Itália, em Turim, no ano de 1911. Teve, e ainda tem, grande evidência em outros setores, como agropecuária, educação, comércio, serviços, cultura e saúde.
É a cidade-mãe de muitos distritos hoje emancipados, tais como Morro da Garça, Inimutaba, Presidente Juscelino e Santana de Pirapama. É também o berço de uma das mais elegantes facas brasileiras, denominada "Curvelana" e que teria surgido por volta de 1880-90, há pesquisadores que sujerem que a Curvelana descende dos “Sax” europeus, e há que diga também que foi feita pelos artesãos cuteleiros orientais. O formato aceito como definidor de uma Curvelana inclui uma ponta bastante alinhada com o eixo central da lâmina, embora nem tanto alinhado com o dorso da mesma. Outra característica do formato é que esta ponta é obtida por meio de um corte na região próxima da ponta da lâmina (cliping, ou “spey”), corte feito no dorso.

## Geografia

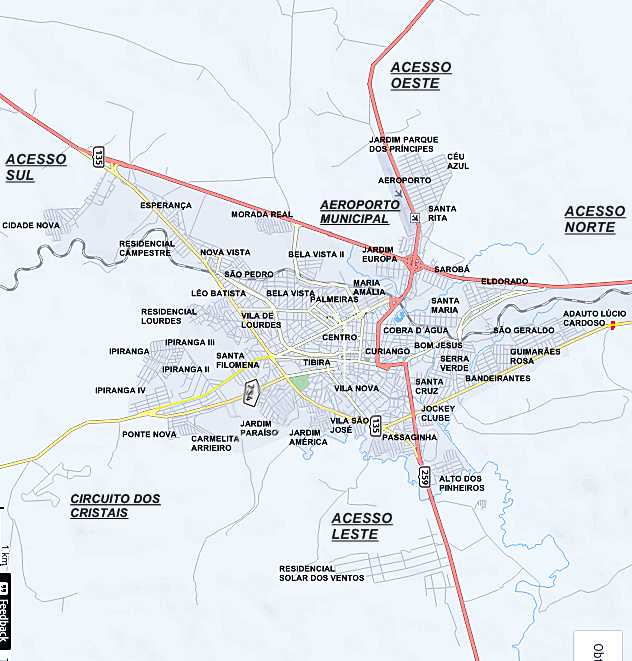
Mapa urbano de Curvelo 2016

Com uma população de 80.352 habitantes conforme o Censo demográfico de 2022 e uma taxa de urbanização de 90,79% em 2010, Curvelo pertence à Região Geográfica Intermediária de Belo Horizonte e à Região Geográfica Imediata de Curvelo. Até 2017, com a vigência das divisões em microrregiões e mesorregiões, fazia parte da microrregião de Curvelo, que por sua vez estava inserida na mesorregião Central Mineira. O município é um Centro Subregional B (3B), integrante do Arranjo Populacional de Curvelo/MG, e está inserido na Região de Influência do Arranjo Populacional de Belo Horizonte/MG - Metrópole (1C). 
Curvelo possui uma área de 3.296,2 km² e dista aproximadamente 170 km da capital mineira. Tem localização privilegiada numa região servida por importantes sistemas rodoviários, onde se destacam a BR-040, que faz a ligação entre Brasília, Belo Horizonte e Rio de Janeiro, a BR-135 (Trajeto Rio/Bahia) e a BR-259 (acesso a Diamantina).
O município também é cortado por uma importante ferrovia, a Linha do Centro da antiga Estrada de Ferro Central do Brasil, além da Variante de Curvelo da Ferrovia Centro Atlântica (FCA). Desde 1996, a Linha do Centro da antiga EFCB está concedida à FCA para o transporte de cargas na região, enquanto que a Variante de Curvelo foi construída pela concessionária para desviar em um curto trecho o trajeto ferroviário original para fora do perímetro urbano da cidade, sendo inaugurada em 1997.
Curvelo apresenta cotas altimétricas variando de 448m, no extremo norte, a 1041m no extremo sul, junto às divisas com Paraopeba e Cordisburgo, e tem sua posição geográfica determinada pelo paralelo de 18º 45' da latitude sul em sua interseção com o meridiano de 44º25'de longitude oeste. Está situado na chamada Depressão Sertaneja-São Francisco, de relevo ondulado, mas onde não há serras propriamente ditas, entre as bacias do rio das Velhas, a oeste, e do rio Paraopeba, a leste, ambos afluentes do rio São Francisco. Curvelo é cortada por diversos ribeirões que desaguam nestes rios, sendo os mais importantes o Maquiné, o Picão, o Almas, o Meleiros, o Santo Antônio e o Riacho Fundo.
Encontra-se sobre um domínio da Unidade Serra de Santa Helena, a qual é representada em maior parte por ardósia, siltito e calcário. Além desses minerais, apresenta importantes reservas de quartzo. Em suas porções a leste e a nordeste há 11 registros de lapas e grutas, algumas das quais serviram de primeiro local de estudos ao paleontólogo dinamarquês Peter Wilhelm Lund antes de este dirigir-se à região de Lagoa Santa e conduzir os estudos com os quais celebrizou-se .

### Clima
Devido a sua extensão territorial, seu posicionamento geográfico, e devido a fatores físicos, como relevo e hidrografia, o clima de Curvelo compreende elementos de clima tropical com inverno seco mais ao norte do minicípio e clima tropical de altitude (respecitvamente, Aw e Cwa segundo a Classificação climática de Köppen-Geiger). Assim, a estação do verão registra chuvas e temperaturas elevadas, enquanto o inverno é seco com temperaturas mais baixas, e a temperatura é amena a quente durante o ano.
Segundo dados do Instituto Nacional de Meteorologia (INMET), referentes ao período de 1961 a 1976, 1978 a 1984, 1986 a 1990 e a partir de 1992, a menor temperatura registrada em Curvelo foi de 3 °C em 18 de julho de 2000, mas o recorde mínimo absoluto desde 1912 foi de 1,2 °C em 26 de junho de 1918. Já a maior temperatura foi 39,9 °C em 29 de outubro de 2007. O maior acumulado de precipitação em um período de 24 horas foi 152 mm em 26 de janeiro de 1979, que foi o mês mais chuvoso da série história, com 633,8 mm registrados.
| Dados climatológicos para Curvelo | Dados climatológicos para Curvelo | Dados climatológicos para Curvelo | Dados climatológicos para Curvelo | Dados climatológicos para Curvelo | Dados climatológicos para Curvelo | Dados climatológicos para Curvelo | Dados climatológicos para Curvelo | Dados climatológicos para Curvelo | Dados climatológicos para Curvelo | Dados climatológicos para Curvelo | Dados climatológicos para Curvelo | Dados climatológicos para Curvelo | Dados climatológicos para Curvelo |
| Mês | Jan                               | Fev                               | Mar                               | Abr                               | Mai                               | Jun                               | Jul                               | Ago                               | Set                               | Out                               | Nov                               | Dez                               | Ano                               |
| --- | --------------------------------- | --------------------------------- | --------------------------------- | --------------------------------- | --------------------------------- | --------------------------------- | --------------------------------- | --------------------------------- | --------------------------------- | --------------------------------- | --------------------------------- | --------------------------------- | --------------------------------- |
| Temperatura máxima recorde (°C) | 38,3                              | 39                                | 38                                | 36                                | 34,2                              | 33,6                              | 34                                | 36,3                              | 39,3                              | 39,9                              | 38,6                              | 38,5                              | 39,9                              |
| Temperatura máxima média (°C) | 31,2                              | 32,1                              | 31,6                              | 31,1                              | 29,4                              | 28,4                              | 28,5                              | 30,1                              | 32                                | 32,3                              | 30,8                              | 30,3                              | 30,7                              |
| Temperatura média compensada (°C) | 24,4                              | 24,9                              | 24,6                              | 23,6                              | 21,4                              | 19,8                              | 19,7                              | 21,3                              | 23,5                              | 24,6                              | 24                                | 23,9                              | 23                                |
| Temperatura mínima média (°C) | 19,1                              | 19                                | 18,6                              | 17                                | 14,2                              | 12,1                              | 11,6                              | 12,9                              | 15,8                              | 18,2                              | 18,7                              | 19,1                              | 16,4                              |
| Temperatura mínima recorde (°C) | 11,8                              | 11,4                              | 11,4                              | 10,2                              | 4,6                               | 4                                 | 3                                 | 6,4                               | 8                                 | 10                                | 10,6                              | 11,6                              | 3                                 |
| Precipitação (mm) | 208,8                             | 116,3                             | 154,6                             | 43,1                              | 18,7                              | 6,6                               | 6,2                               | 11,7                              | 19                                | 67,8                              | 191                               | 250,2                             | 1 094                             |
| Dias com precipitação (≥ 1 mm) | 13                                | 9                                 | 9                                 | 4                                 | 2                                 | 1                                 | 1                                 | 1                                 | 3                                 | 6                                 | 13                                | 15                                | 77                                |
| Umidade relativa compensada (%) | 73,8                              | 70,8                              | 70,8                              | 70,3                              | 68,6                              | 66,4                              | 62,5                              | 58,4                              | 55,3                              | 61,7                              | 71,1                              | 76,9                              | 67,2                              |
| Insolação (h) | 151,3                             | 151,6                             | 134,8                             | 196                               | 175,3                             | 172,5                             | 189,8                             | 191,6                             | 167,2                             | 148,5                             | 143,6                             | 112,8                             | 1 935                             |
| Fonte: Instituto Nacional de Meteorologia (INMET) (normal climatológica de 1981-2010; recordes de temperatura: 01/01/1961 a 02/03/1976, 01/03/1978 a 31/12/1984, 01/01/1986 a 31/12/1990, 01/01/1992 a 30/06/2001, 01/11/2001 a 31/03/2002 e 01/01/2003-presente) |                                   |                                   |                                   |                                   |                                   |                                   |                                   |                                   |                                   |                                   |                                   |                                   |                                   |

### Vegetação
A vegetação original do município é o cerrado, com veredas, cerradões e matas de galeria, além de faixas de Mata Atlântica, todos modificados em alguma extensão pela expansão das pastagens de gado vacum e das áreas de plantação de eucaliptos, mas com trechos bem preservados a norte e a sul. Na sede do município a arborização é feita predominantemente com sibipirunas, oitis e ipês.
A presença de frutos típicos do cerrado se faz notar na culinária, especialmente o pequi, consumido tanto em pratos salgados quanto os doces de corte ou de colher, comuns na região. Além do pequi, são comuns nas feiras da cidade o araticum, a mangaba, o jenipapo e o jatobá, onde também se vendem garrafadas com folhas e raízes de plantas da região.

## Turismo

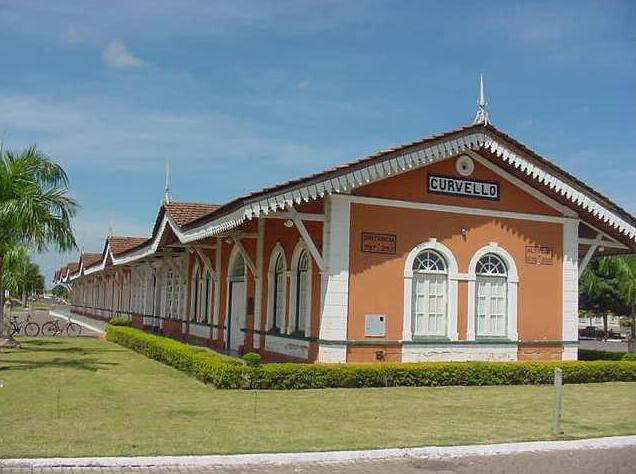
Antiga Estação Ferroviária, atual Centro Cultural de Curvelo.
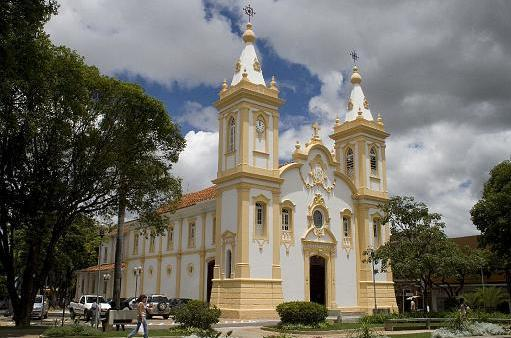
Matriz de Santo Antônio.
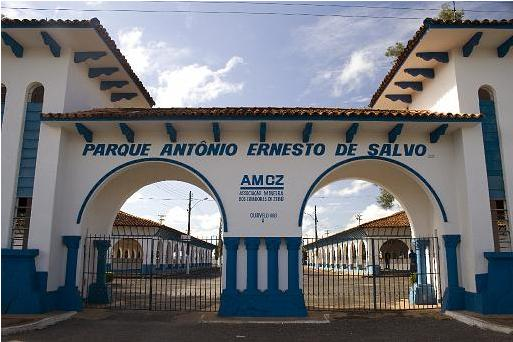
Parque de Exposições Ernesto Salvo.
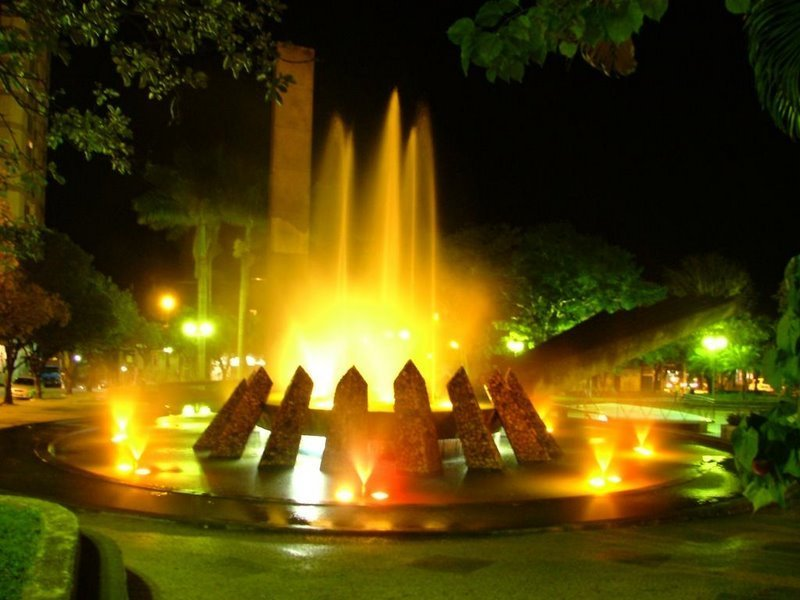
Praça Benedito Valadares.
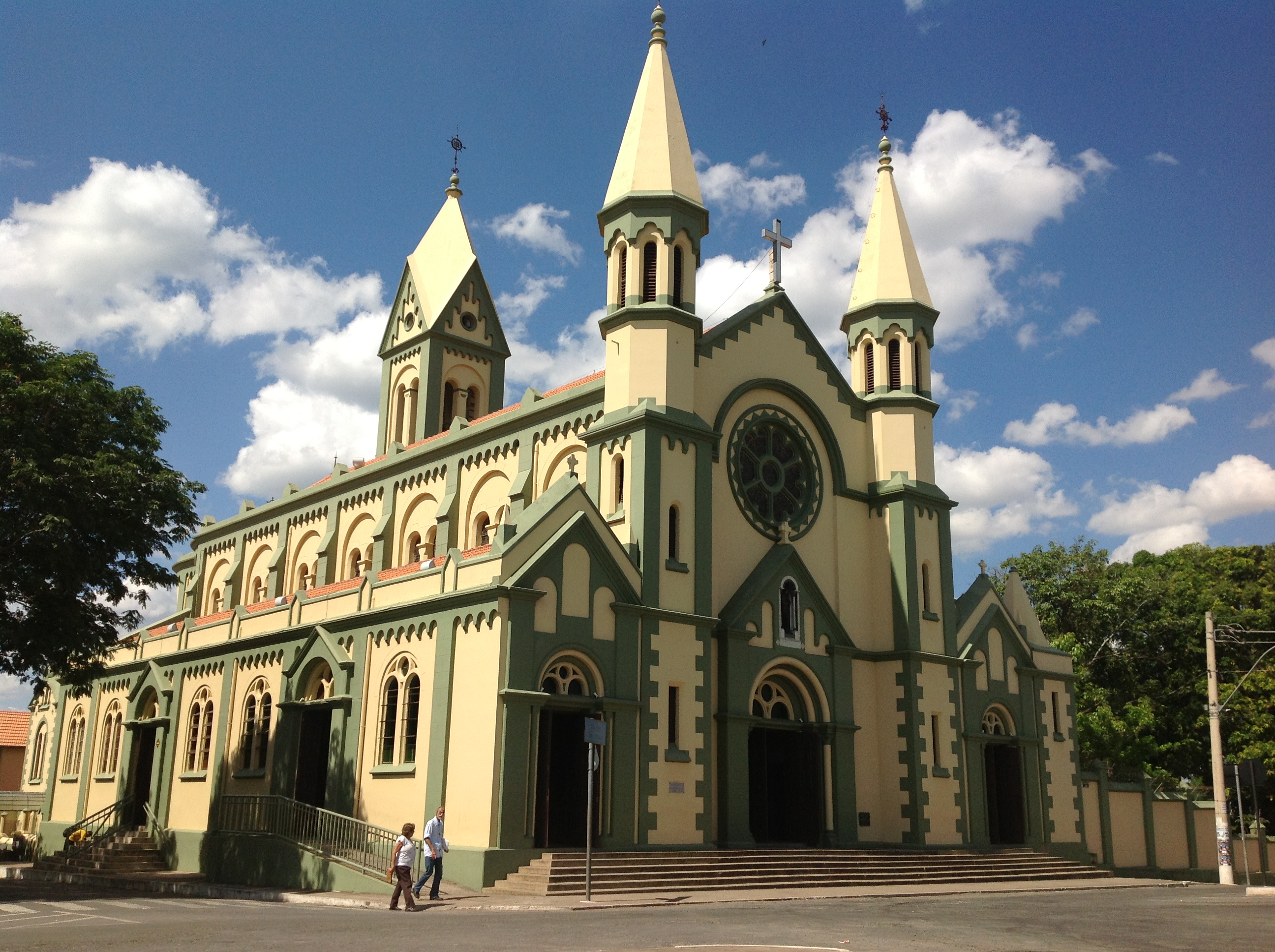
Basílica de São Geraldo Magela

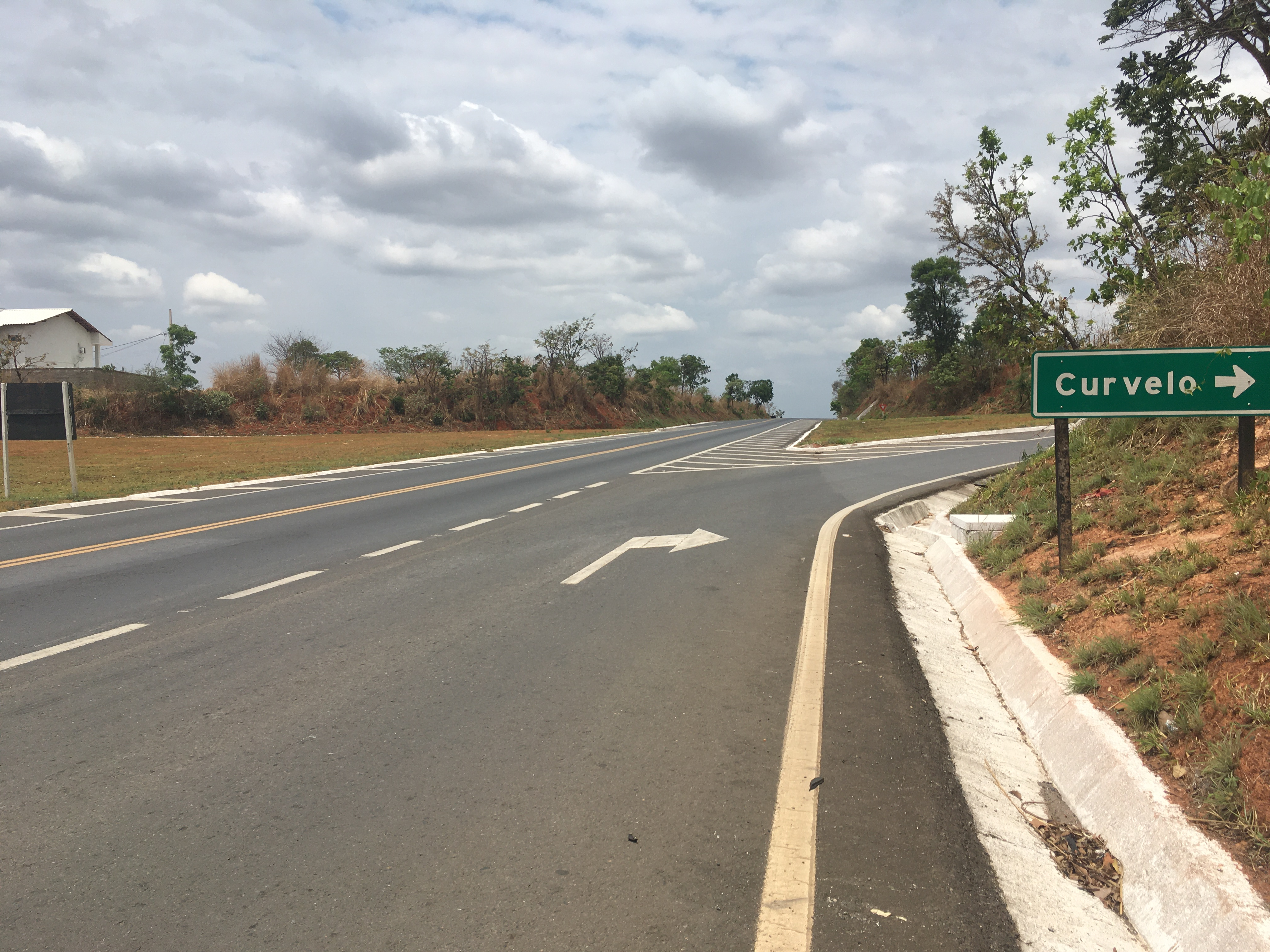
Acesso ao município de Curvelo pela BR 135, altura do Km 622, sentido norte sul.

Entre os principais locais turísticos, existem:
- o Centro Cultural de Curvelo. Localizado no prédio da antiga estação ferroviária da Estrada de Ferro Central do Brasil reformado, abriga um museu, um espaço de multimídia, biblioteca e galerias de arte.
- a Basílica de São Geraldo. É a segunda Basílica dedicada a São Geraldo no mundo - a primeira está em Materdomini (comuna de Caposele), na Itália, onde o santo está enterrado. A Oitava de São Geraldo acontece na última semana de agosto, com encerramento pela arrojada procissão de São Geraldo no primeiro domingo de setembro, quando a cidade recebe uma multidão de romeiros de todas as partes do país e até do exterior.
- a Matriz de Santo Antônio. Benzida em 1877, tem como forte atração o altar-mor entalhado pelo mestre Chico Entalhador.
- o Forró de Curvelo. Promovido por entidades, clubes de serviço e a prefeitura, é realizado em data que transita o entre o último fim de semana de junho e o primeiro fim de semana de julho. Durante os quatro dias de festa, são armadas barracas em praça pública com direito a grandes shows de artistas nacionais, concursos de música popular, danças e outras brincadeiras. Todas as barracas oferecem pratos típicos com cardápios variados. O Forró de Curvelo é um evento em âmbito estadual, envolvendo não só as cidades próximas, mas também trazendo turistas da capital, de cidades mais afastadas e até de outros estados.
- o Parque de Exposições Ernesto Salvo. É o local onde realiza-se, anualmente, há mais de 60 anos, a tradicional Exposição Agropecuária e Industrial de Curvelo.
- a Lapa do Mosquito. Uma das gruta exploradas pelo dinamarquês Peter Wilhelm Lund, aguarda mapeamento e adequação para visitação pública.
- Autódromo Internacional Circuito dos Cristais.

Além desses, há também a Praça Benedito Valadares; a Praça Tiradentes; a Praça Voluntários da Pátria (Praça da Basílica), a Praça Central do Brasil; a Feira do Bairro Bela Vista; o Estádio Salvo Filho; o Clube Recreativo Curvelano (Sede Campestre); e a Feira da Estação.